# Damaraland
| Damaraland                                                | Damaraland                                 |
| --------------------------------------------------------- | ------------------------------------------ |
| Flagge                                                    |                                            |
|                                                           |                                            |
| Hauptstadt                                                | Welwitschia                                |
| Größe                                                     | 47.990 km²                                 |
| Einwohner                                                 | 44.353 (1960)                              |
| Staatsform                                                | Homeland                                   |
| Vorsitzender des Damararates                              | 1980–1989: Justus ǁGaroëb                  |
| Gründung                                                  | 1970 (1980)                                |
| Auflösung                                                 | Mai 1989 (vor der Unabhängigkeit Namibias) |
| Währung                                                   | Südafrikanischer Rand                      |
| Autokennzeichen                                           | SWA                                        |
| Lage des ehemaligen Homelands Damaraland in Südwestafrika |                                            |

Das Damaraland ist die heute noch gängige Bezeichnung für ein zu Zeiten Deutsch-Südwestafrikas benanntes Gebiet im Nordwesten Namibias, das Hauptsiedlungsgebiet der gleichnamigen Damara ist. Später wurde es basierend auf dem südafrikanischen Odendaal-Plan zu Beginn der Apartheid zu einem Homeland.
Hauptstadt des ehemaligen Homelands war Welwitschia (heute Khorixas). Es hatte eine Größe von 47.990 Quadratkilometer und war 1960 Heimat von etwa 44.300 Menschen.
Faktisches Oberhaupt war zwischen 1980 und 1989 der Vorsitzende des Damararates Justus ǁGaroëbKlicklaut.

## Ausdehnung

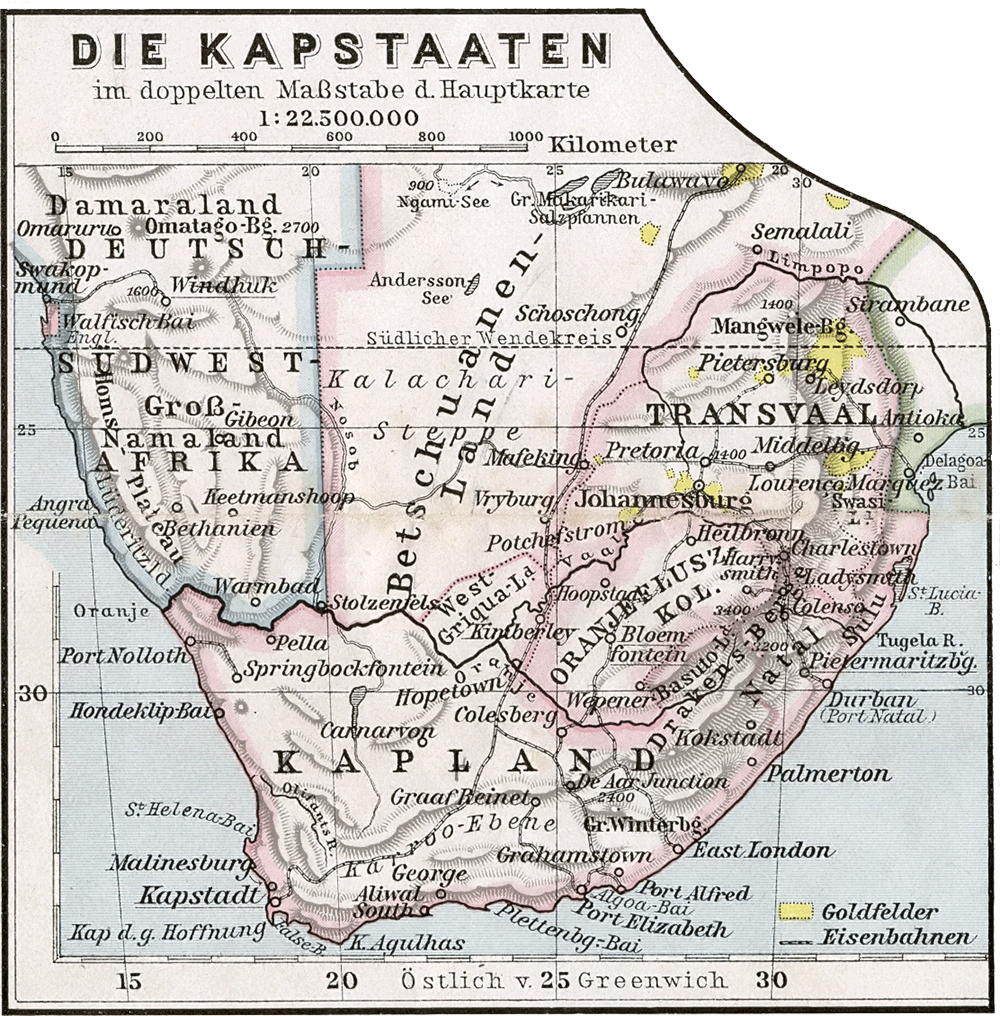
Karte des Südlichen Afrikas mit Damaraland (1905)

Das Damaraland erstreckt sich südlich des Kaokoveldes bis etwa zu der heutigen Nationalstraße B2 zwischen Swakopmund und Usakos und reicht im Westen bis an die Skelettküste heran. Teil dessen sind auch der Grootberg und das Brandbergmassiv sowie die nördlichen Ausläufer der Großen Randstufe.  
Bereits zu Zeiten der deutschen Kolonialisierung als Deutsch-Südwestafrika wurde ein Gebiet im Norden Namibias als Damaraland bezeichnet.

## Galerie

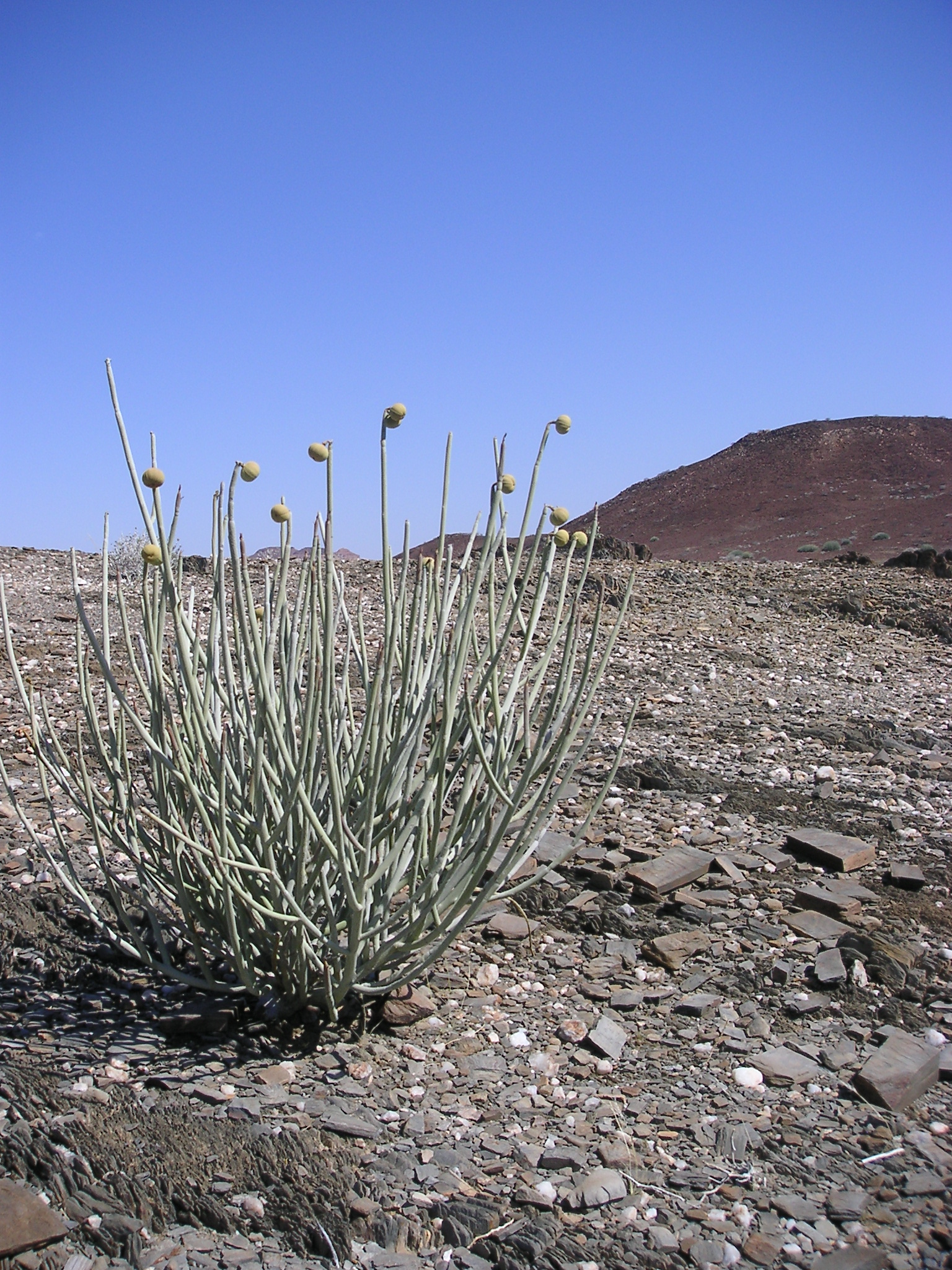
Euphorbia damarana
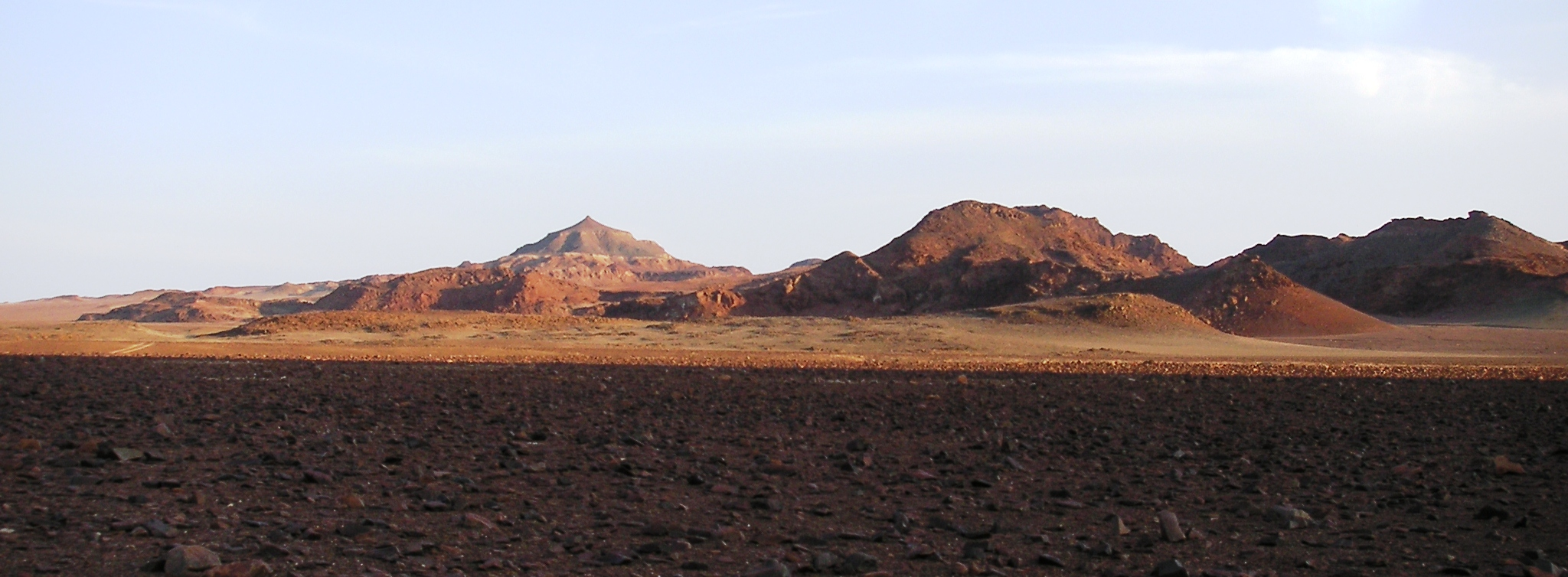
Damaraland nördlich von „Brandberg West“ zwischen den Rivieren Ugab und Huab